# 7497 Guangcaishiye
A 7497 Guangcaishiye (ideiglenes jelöléssel 1995 YY21) a Naprendszer kisbolygóövében található aszteroida. Beijing Schmidt CCD Asteroid Program fedezte fel 1995. december 17-én.